# 安提瑪科斯一世

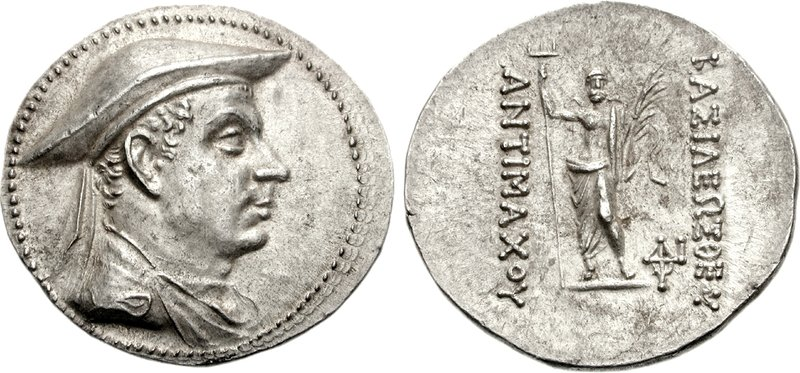
安提瑪科斯一世的錢幣

安提瑪科斯一世（神），希臘-巴克特里亞王國國王，統治期間約為公元前180年到前170年間。統治範圍包括一部分巴克特里亞和喀布尔河河谷。多數的西方歷史學家如William Woodthorpe Tarn，視安提瑪科斯為歐西德莫斯王朝的成員，可能為德米特里一世兄弟或其子。而其他東方的歷史學家如A. K. Narain等，則認為他不同於歐西德莫斯王朝而可能是狄奧多特一世的後代。
安提瑪科斯的錢幣背面刻著希臘尼刻女神握著花冠或是正面刻著大象，而大象是當時佛教徒的象徵，這透露他曾征服過印度-希臘王國。而安提瑪科斯二世可能是他的兒子，安提瑪科斯二世他卻統治旁遮普。安提瑪科斯一世似乎還有另外一個兒子歐邁尼斯。
安提瑪科斯似乎被歐克拉提德一世擊敗或是死後被占據其領土。